# 한일중학교
한일중학교(韓一中學校)는 대한민국 충청북도 음성군 음성읍 읍내리에 있는 사립 중학교이다.

## 학교 연혁
- 1967년 10월 28일 : 학교 법인 우정학원 설립인가 (6학급)
- 1967년 12월 30일 : 학칙 변경 9학급 증설인가
- 1968년 3월 1일 : 한일 중학교 개교(초대 교장 남궁경)
- 1972년 3월 1일 : 학칙 변경 12학급 인가(평준화)
- 1981년 6월 30일 : 교과 중심학교 연구 발표(군 지정)
- 2003년 8월 31일 : 다목적 강당 준공(1241m2) 도서관 이전(180m2)
- 2011년 10월 25일 : 학교 급식소 준공
- 2014년 3월 27일 : 레슬링 훈련장 준공
- 2015년 2월 6일 : 우정관 준공
- 2022년 3월 1일 : 제8대 교장 김기인 취임
- 2024년 1월 5일 : 제54회 졸업(35명) 총계 6,974명
- 2024년 3월 4일 : 신입생 35명 입학

## 참고 자료
- 한일중학교 - 한국교육학술정보원 학교알리미